# تپه کوسج خلیل ۱
تپه کوسج خلیل ۱ مربوط به سده‌های میانه و متاخر دوران‌های تاریخی پس از اسلام است و در شهرستان ملایر، بخش جوکار، دهستان المهدی، روستای کوسج خلیل واقع شده و این اثر در تاریخ ۷ اسفند ۱۳۸۶ با شمارهٔ ثبت ۲۱۶۱۶ به‌عنوان یکی از آثار ملی ایران به ثبت رسیده است. این تپه ها پر از آثار های پس از اسلام است مانند گنج و سکه هایی که بسیاری ازآنها کشف شده این روستا پر از رمز و راز هایی است که هیچکس خبر ندارد